# Катюша-Спартак
«Катюша-Спартак» — ранее существовавший российский женский футбольный клуб из Москвы. Основан в 1987 году Управой Тропарёво-Никулино города Москвы..

## История
Изначально, это была районная команда «Катюша-Москва». Основала её тренер Светлана Григорьевна Цюндик. Команду назвали, в честь первого игрока и выдающегося вратаря Игошиной 
Екатерины. Команда «Катюша-Москва» сразу начала показывать высокие результаты в чемпионатах Москвы.
Новый импульс развития (и приставку «Спартак») удалось получилось благодаря участию Николая Озерова, Никиты Симоняна, Алексея Парамонова и Светланы Цюндик.
Также клуб принимал участие в мини-футбольных соревнованиях.

## Названия
1987—1997 — «Катюша-Москва»
1998—2000 — «Катюша-Спартак»
2001 — «Катюша» (отказ от приставки «Спартак», так как команда заявилась в ЧР-2001)

## Футбольные марафоны
«Катюша» известна своими рекордными футбольными марафонами: после зафиксированного Книгой рекордов России 30-часового матча в зале, команда собиралась попасть в Книгу рекордов Гиннеса, проведя 24-часовой матч на большом футбольном поле. Первый в истории женского футбола суточный матч был проведён командой в присутствии представителя российского издания Книги рекордов Гиннесса летом 1999 года. К 2006 году Катюша провела более 20 таких марафонов, в том числе, с командами из-за рубежа, в том числе, в Белоруссии.

## Чемпионаты России
| Сезон | Лига/Дивизион               | Место         | И             | В             | Н             | П             | М             | О             | Кубок России   |
| ----- | --------------------------- | ------------- | ------------- | ------------- | ------------- | ------------- | ------------- | ------------- | -------------- |
| 1997  | Первая лига                 | 6             | 10            | 1             | 0             | 9             | 9-52          | 3             | отборочный тур |
| 1998  | Первый дивизион             | 4             | 12            | 5             | 0             | 7             | 25-42         | 15            | не участвовал  |
| 1999  | Первый дивизион, 1-й этап   | 4             | 12            | 6             | 1             | 5             | 15-17         | 19            | не участвовал  |
| 1999  | Первый дивизион, 2-й этап   | 4             | 12            | 4             | 1             | 7             | 11-13         | 13            |                |
| 2000  | не участвовал               | не участвовал | не участвовал | не участвовал | не участвовал | не участвовал | не участвовал | не участвовал | отборочный тур |
| 2003  | Первый дивизион, зона ЗАПАД | 5             | 8             | 0             | 0             | 8             | 0-36          | 0             | отборочный тур |

Команда прекратила выступать на профессиональном уровне в связи с отсутствием финансовых средств.

## Выступления вКубке России
- 1997 | ОТ | Виктория (Белгород)-Катюша-Спартак 1:3  Мясникова,  Вербовская,  Игошина
- 1997 | ОТ | Волжанка (Чебоксары)-Катюша-Спартак 5:0

- 2000 | ОТ | ЦСК ВВС Самара-Катюша-Спартак +:-